# Duo comique
Pour les articles homonymes, voir Duo (homonymie).
 (avril 2009).
Si vous disposez d'ouvrages ou d'articles de référence ou si vous connaissez des sites web de qualité traitant du thème abordé ici, merci de compléter l'article en donnant les références utiles à sa vérifiabilité et en les liant à la section « Notes et références ».

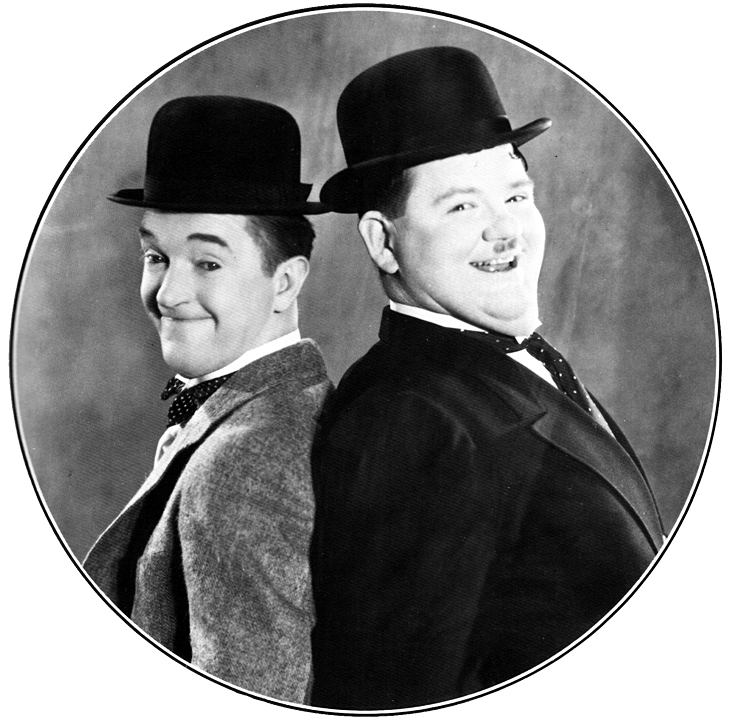
Laurel et Hardy.

Un duo comique est un couple de personnages, de comédiens ou d'humoristes, formé dans le but de faire rire le public. 

## Structure
Un duo comique est souvent structuré sur le même modèle, à l'instar des spectacles de clowns : l'un est l'auguste, l'autre le clown blanc,.
- Le clown blanc est le personnage sérieux, intelligent et rationnel ;
- L'auguste est fruste, outrancier et désordonné.

Le clown blanc a un ascendant sur l'auguste, il le domine. Mais il est en même temps son faire-valoir : c'est l'auguste qui est la vraie vedette, celui qui déclenche finalement le rire.